# Observatório do Vesúvio
O Observatório do Vesúvio (em italiano:  Osservatorio Vesuviano) é um instituto científico para pesquisa e observação de processos vulcanológicos e geofísicos e para a observação de vulcões. Dentre suas tarefas destaca-se em especial a observação da região da Campânia com vulcanismo ativo (Vesúvio, Campos Flégreos e Ísquia (ilha)).
O observatório é operado e financiado pelo Ministério Italiano para Formação e Pesquisa (MIUR) como parte do Istituto Nazionale di Geofisica e Vulcanologia. É também sua responsabilidade alertar o Serviço de Proteção Civil Italiano sobre eventos ameaçadores; com esta função é mantida em Nápoles uma central de observação continuamente em alerta.
No prédio construído em 1841 aos pés do Vesúvio está instalado um museu e também uma biblioteca.

## História
A instalação foi fundada em 1841. É o mais antigo Instituto de Vulcanologia do mundo. Dentre seus diretores constam:
- Macedonio Melloni (1841-1848)
- Luigi Palmieri (1855-1896)
- Raffaele Vittorio Matteucci (1903-1911)
- Giuseppe Mercalli (1911-1914)
- Alessandro Malladra (1927-1935)